# Прибыл на каникулы
«Прибыл на каникулы» — картина народного художника СССР Фёдора Решетникова в стиле жанровой живописи, один из ярких образцов «социалистического жанра» в живописи. Произведение написано в 1948 году, за эту картину (совместно с полотном «Генералиссимус Советского Союза И. В. Сталин») художник был удостоен Сталинской премии второй степени 1949 года. Находится в Третьяковской галерее.
Картина «Прибыл на каникулы» стала одним из первых и очень удачных опытов Фёдора Решетникова (ранее более известного в качестве карикатуриста) в области бытовой живописи.
Произведение посвящено радостному событию — предновогоднему приезду мальчика-суворовца домой на каникулы. Внук в военной форме полушутя рапортует о прибытии деду, лицо мальчика озарено широкой улыбкой; дед, встав по стойке смирно, «принимает рапорт». Персонажи картины (суворовец, его дед, девочка с пионерским галстуком) написаны с любовью и юмором. Внутренний оптимизм картины, подчёркнутый не только обаянием её счастливых героев, но и праздничным убранством дома, вызывает мысли о том, что большая война закончилась и впереди у мальчика открытое светлое будущее. Вместе с тем, полотно глубоко драматично: художник не даёт ответа, где родители бравого воина. Тот факт, что после войны в суворовские училища часто брали детей, чьи мать и отец погибли на фронте, придаёт этой недосказанности трагическое звучание.
Картина «Прибыл на каникулы» стала одним из самых популярных произведений мастера. Написание сочинения по произведению многие годы предлагалось школьникам на уроках русского языка. Совокупный тираж открыток с репродукцией картины составил свыше 13 миллионов экземпляров. Это больше, чем тираж какой-либо другой открытки, выпущенной в Советском Союзе.
Репродукция картины «Прибыл на каникулы» висит на стене комнаты в другой, не менее знаменитой, картине Фёдора Решетникова 1952 года «Опять двойка». Интересно, что репродукция картины «Опять двойка», в свою очередь, изображена на картине художника «Переэкзаменовка».
14 декабря 2013 года на территории Санкт-Петербургского суворовского военного училища (улица Садовая, 26) открыт памятник выпускникам суворовских училищ и кадетских корпусов. Скульптурная композиция воссоздаёт сюжет картины «Прибыл на каникулы»: маленький военный докладывает деду; герои памятника имеют и портретное сходство со своими прототипами. Памятник скульптора Карэна Саркисова установлен здесь по инициативе командующего войсками Западного военного округа Анатолия Сидорова, который сам окончил суворовское училище, и в ознаменование 70-летия суворовских и нахимовских училищ в России.